# Кинг, Элисон
Э́лисон Кинг (англ. Alison King; род. 3 марта 1973, Лестер, Англия, Великобритания) — английская актриса.

## Биография
Родилась 3 марта 1973 года в Лестере (Англия, Великобритания) в семье медработников Алекс (Alex King) и Джуна Кинг (June King), став их пятым ребёнком и третьей дочерью.
Элисон дебютировала в кино в 1994 году, сыграв роль миссис Купер в телесериале «Раз за разом». Прославилась с ролью в мыльной опере «Coronation Street», всего сыграла в 24 фильмах и телесериалах.
В 2007—2012 годах Элисон состояла в фактическом браке со звукооператором Адамом Хаккеттом (Adam Huckett), с которым она также была помолвлена с сентября 2011 года. У бывшей пары есть дочь — Дейзи Мэй Хаккетт (род. 11 февраля 2009).